# 창세기

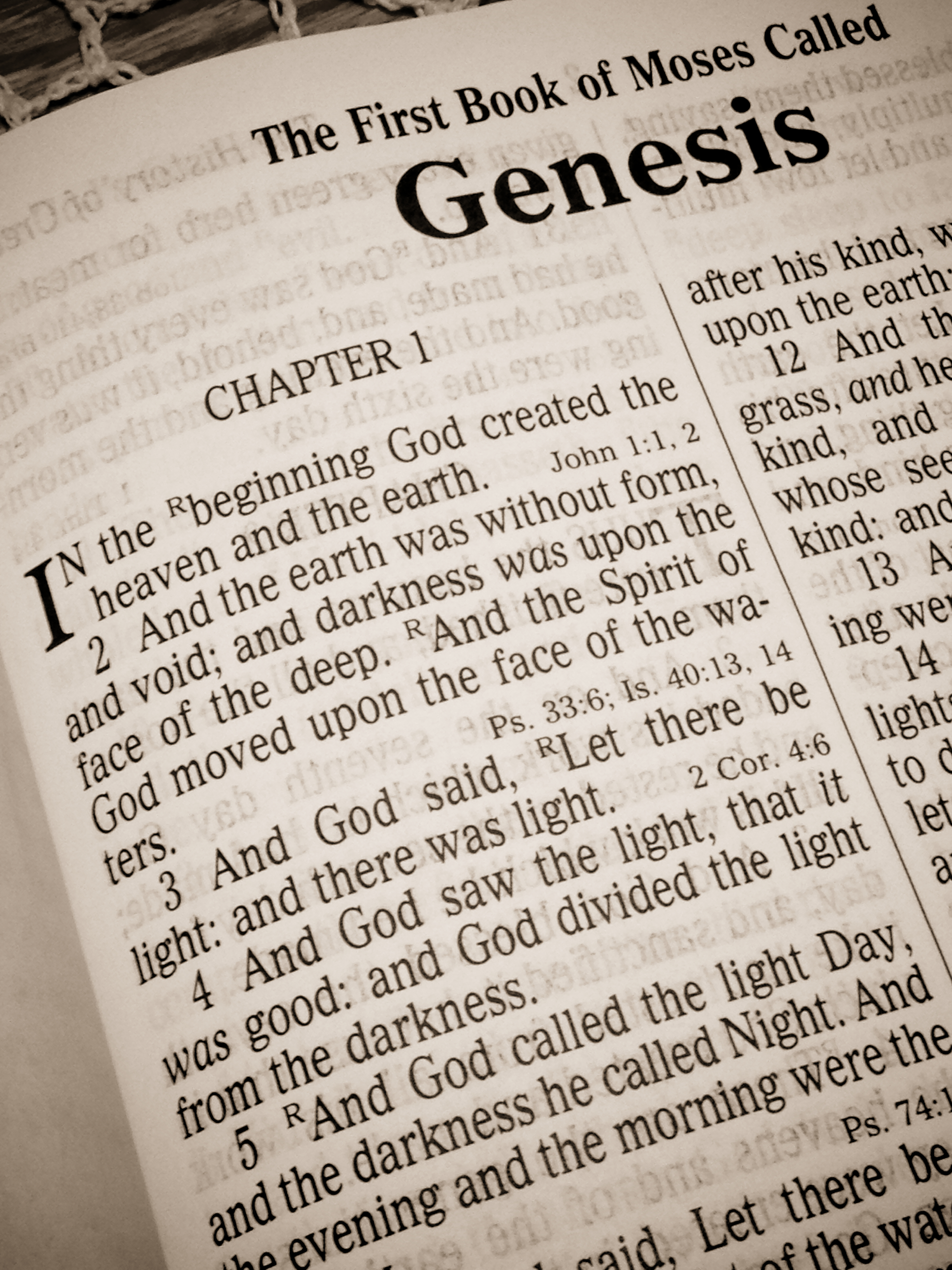
창세기

창세기(한자: 創世記; 히브리어: סֵפֶר בְּרֵאשִׁית, 베레시트; 그리스어: Γένεσις; 라틴어: Genesis)는 구약성경과 히브리 성경의 첫 번째 책이다. 히브리어 이름은 첫 단어인 Bereshit('태초에')와 같다. 천지창조, 아담과 하와의 에덴 동산 추방, 노아의 방주와 홍수, 바벨탑, 아브라함과 사라, 이사악과 리브가, 야곱과 레아 및 라헬, 요셉, 그리고 모세 이전 유대 민족이 이집트에 들어간 이야기를 담고 있다. 창세기는 성경의 처음 다섯 권인 토라 또는 모세 오경의 일부이다. 전통적으로 토라의 저자는 모세로 알려져 있다. 창세기는 기원전 5세기경에 기록된 것으로 추정되며, 일부 저자들은 기원전 270년경까지 추정하기도 한다. 하지만 언어학적 근거로 페르시아 시대 이전이라는 주장도 있다.
주류 성서학자들은 고고학적, 유전학적, 언어학적 증거에 대한 과학적 해석을 바탕으로 창세기의 문자적 해석을 역사적이라기보다는 신화적이라고 여긴다.
창세기는 원역사(1~11장)와 족장 시대(12~50장)의 두 부분으로 나뉜다. 원역사는 신의 본질과 인간과 창조주의 관계에 대한 저자의 개념을 제시한다. 하나님은 인간에게 선하고 적합한 세상을 창조하셨지만, 인간이 죄로 세상을 타락시키자 하나님은 자신의 창조물을 파괴하기로 결정하시고, 의로운 노아와 그의 가족만 살려 두어 인간과 하나님의 관계를 회복하게 하셨다. 족장 시대(12~50장)는 하나님의 택하신 백성 이스라엘의 선사 시대를 이야기한다. 하나님의 명령에 따라 노아의 후손 아브라함은 출생지(갈대아 우르로 묘사되며, 현대 학계에서는 수메르 우르와 동일시하는 것이 확실하지 않음)를 떠나 하나님이 주신 가나안 땅으로 이주한다. 그곳에서 그는 아들 이삭과 손자 야곱처럼 나그네로 살았다. 야곱의 이름은 "이스라엘"로 바뀌었고, 그의 아들 요셉을 통해 이스라엘 자손은 모두 70명과 그들의 가족을 데리고 이집트로 내려갔으며, 하나님은 그들에게 위대한 미래를 약속하는다. 창세기는 모세의 도래와 출애굽(출애굽)을 앞두고 이집트에 있는 이스라엘로 끝난다. 이 이야기는 하나님과 맺은 일련의 언약으로 구성되어 있으며, 그 범위는 점차 좁아져 모든 인류(노아와의 언약)에서 단 한 민족(아브라함과 그의 후손, 이삭과 야곱)과의 특별한 관계로 확장된다.
유대교에서 창세기의 신학적 중요성은 하나님과 그가 택하신 백성을 연결하고 백성을 약속의 땅과 연결하는 언약에 중점을 둔다.

## 제목
창세기의 히브리어 이름인 '베레쉬트'(בראשית, bəre'šît)는 이 책 본문의 첫 번째 히브리어 단어에 해당하며, ‘처음에, 시작으로, 우선’ 등의 의미를 가지고 있는 이 단어가 그대로 이 책의 이름으로 불리게 되었다. 히에로니무스는 390년경에 이 책을 브레시트(Bresith)로 번역했다.
이 책의 그리스어 이름이자 라틴어 이름인 '게네시스'(Γένεσις; Genesis)는 '기원, 시작'이라는 의미를 가지고 있다.
'모세의 첫 번째 책'이라는 명칭은 플라비우스 요세푸스가 토라를 '모세의 다섯 책'이라고 부른 데에서 기인한다.

## 저자 및 형성
창세기는 이스라엘 민족의 종교적 관념과 성립에 관한 역사적 가정과 근본 이야기를 제시하며, 이스라엘 역사, 법, 관습에 관한 소개 글 역할을 한다. 창세기는 모세오경 가운데 하나로 분류하지만, 본문에 창세기 저자에 관한 언급이 없다. 성서학 학자들은 모세오경을 모세의 저작이 아니라 종교 지도자 등 불명의 저자들이 그전부터 내려오던 이스라엘 민족과 종교에 관한 서로 다른 문헌과 견해를 그들의 신학에 따라 묶은 것으로 생각한다. 이 작업에는 적어도 4가지 다른 전승을 포함하고 있으며, 창세기가 현재와 같은 형태로 편집된 시기를 대략 기원전 450-400년 무렵으로 추정하고 있다.

## 구성
창세기는 익명으로 기록되었지만, 유대교와 기독교 종교 전통 모두 모세 오경 전체(창세기, 출애굽기, 레위기, 민수기, 신명기)를 모세의 저작으로 간주한다. 계몽주의 시대에는 철학자 바뤼흐 스피노자와 토머스 홉스가 모세의 저작설에 의문을 제기했다. 17세기에 리처드 사이먼은 모세 오경이 오랜 기간에 걸쳐 여러 저자에 의해 기록되었다고 주장했다. 여러 저자가 관여했다는 주장은 본문 내의 내적 모순으로 인해 뒷받침된다. 예를 들어, 창세기는 두 개의 창조 이야기를 담고 있다.
19세기 말, 대부분의 학자들은 문서설을 채택했다. 이 이론에 따르면 모세 오경 다섯 권은 야훼(약칭 J), 엘로힘(약칭 E), 신명기(약칭 D), 제사장(약칭 P)의 네 가지 출처에서 유래했다. 각 출처는 동일한 기본 이야기를 담고 있으며, 이후 여러 편집자들에 의해 이 출처들이 결합되었다고 주장했다. 학자들은 신의 명칭을 기준으로 출처를 구분할 수 있었다. 예를 들어, 야훼 문헌은 야훼를 사용하는 반면, 엘로힘 문헌과 제사장 문헌은 엘로힘을 사용한다. 학자들은 또한 반복되고 중복되는 이야기를 사용하여 개별적인 출처를 식별한다. 창세기에는 두 가지 창조 이야기, 세 가지 다른 아내-자매 이야기, 그리고 아브라함이 하갈과 이스마엘을 광야로 보내는 두 가지 버전이 포함된다.
문헌 가설에 따르면, J는 기원전 9세기 남유다 왕국에서 작성되었으며 가장 초기의 출처로 여겨진다. E는 기원전 8세기 북이스라엘 왕국에서 작성되었다. D는 기원전 7세기 유다에서 작성되었으며 기원전 625년경 요시야 왕의 종교 개혁과 관련이 있다. 가장 최근의 출처는 5세기 바빌론에서 작성된 P이다. 이러한 연대를 바탕으로 볼 때, 창세기와 나머지 모세 오경은 바빌론 유수 이후에야 최종적인 오늘날의 형태에 도달했다. 율리우스 벨하우젠은 모세 오경이 에스라 시대에 완성되었다고 주장했다. 에스라 7장 14절은 에스라가 기원전 458년에 하나님의 율법을 손에 들고 바빌론에서 예루살렘으로 여행했다고 기록한다. 벨하우젠은 이것이 새롭게 편찬된 모세 오경이라고 주장했다. 벨하우젠에 따르면, 느헤미야 8-10장은 기원전 444년경에 이 새로운 법전이 발표되고 대중에게 받아들여진 과정을 묘사한다. 따라서 모세 오경의 가장 초기 자료와 그들이 묘사한다고 주장하는 기원전 1200년경의 시기 사이에는 상당한 간격이 있었다.
대부분의 학자들은 1980년대까지 문서설을 고수했다. 그 이후로 문서설에 대한 여러 가지 변형과 수정이 제안되었다. 새로운 보충설은 모세 오경의 주요 출처 세 가지, 즉 J, D, P를 제시한다. E 출처는 J의 변형에 불과한 것으로 여겨지고, P는 J(또는 "비제사장적") 자료에 대한 수정 및 확장의 집합으로 여겨진다. 신명기적 출처는 창세기에 나타나지 않는다. 최근의 연구 결과에 따르면 J는 바빌론 유수 직전이나 그 시기에 작성되었으며, 제사장적 최종본은 유수 후기 또는 그 직후에 작성되었다고 한다. 러셀 그미르킨은 창세기가 기원전 270년대 후반에 작성되었으며, 베로수스의 『바빌로니아카』와 같은 그리스 자료에 기반을 두고 셀레우코스 제국과 프톨레마이오스 왕조의 정치적 맥락을 반영한다고 주장한다.
창세기가 창세기를 창세기로 만든 이유에 대해서는, 페르시아 제국의 허가를 받았다는 이론이 있지만 여전히 논란의 여지가 있다. 이 주장은 기원전 539년 바빌론 정복 후 아케메네스 제국의 페르시아인들이 예루살렘에 제국 내 상당한 지방 자치권을 부여하는 데 동의했지만, 지방 당국에는 전체 공동체가 수용할 수 있는 단일 법전을 제정하도록 요구했다는 것을 시사한다. 공동체를 구성하는 두 유력 집단, 즉 제2성전을 통치하고 모세와 광야 유랑에서 기원을 찾는 제사장 가문과, "원로"를 구성하고 땅을 "준" 아브라함에서 기원을 찾는 주요 토지 소유 가문은 여러 쟁점을 놓고 갈등을 빚었고, 각자 고유한 "기원사"를 가지고 있었다. 그러나 페르시아가 모든 사람에게 지방 자치권을 크게 확대해 주겠다는 약속은 단일 법전을 제정하는 데 협력할 강력한 동기를 제공했다.

## 구조

### 원역사
원역사는 창세기 1장부터 11장까지, 또는 9장까지를 일컫는 용어다. 원역사는 창조를 땅을 생명의 영역으로 짓는 제1막과, 하나님과 창조계가 계약하는 제2막으로 양분된다:
- 창세 1-2:3: 천지창조
- 창세 2:4-4: 비제사장계 창조, 타락, 카인과 아벨
- 창세 5-9: 노아로의 족보, 하느님의 아들들과 사람의 딸들의 결혼, 대홍수
- 창세 10-11: 셈과 함과 야벳으로부터의 족보, 바벨탑, 아브람과 나홀과 하란까지의 족보

### 족장사
족장사는 창세기 12장 또는 11장부터 피날레인 50장까지를 일컫는 용어다. 고대 근동 민족과 국가의 기원 이야기를 다루는, 족장사는 남쪽의 세 세대의 가족사(아브라함과 사라, 이사악과 리브가, 야곱과 레아 및 라헬)를 다루는 10-36장과, 북쪽의 요셉 이야기를 다루는 37-50장으로 양분된다:
- 창세 12-23: 아브라함과 사라
- 창세 24-28:9: 이사악과 리브가
- 창세 28:10-30:43: 이스라엘 가족의 탄생
- 창세 31-35:20: 야곱과 레아 및 라헬
- 창세 35:21-36:43: 이사악의 죽음과 에사오로부터의 족보
- 창세 37-38: 형제 간 갈등의 발생
- 창세 39-41: 요셉의 성공
- 창세 42-47:28: 이스라엘 가족의 이집트 이주
- 창세 47:29-50:14: 야곱의 죽음
- 창세 50:15-26: 형제 간 갈등의 해소

## 요약

### 원역사 (1-11장)
천지창조는 두 개의 서로 다른 이야기로 구성되어 있으며, 처음 두 장은 이 두 이야기와 거의 일치한다. 첫 번째 장에서는 하나님을 뜻하는 히브리어 단어인 엘로힘이 엿새 동안 하늘과 땅, 그리고 인간을 창조하시고 일곱째 날에 안식하신다. 두 번째 장에서는 현재 "야훼 엘로힘"(영어 번역에서는 "주 하나님"으로 번역됨)으로 불리는 하나님께서 아담과 하와라는 두 사람을 최초의 남자와 여자로 창조하시고 에덴 동산에 두신다.
두 번째 장에서 하나님께서는 인간에게 선악을 알게 하는 나무를 제외한 생명나무를 포함한 모든 나무의 열매를 자유롭게 먹으라고 명령하셨다. 이후 3장에서 기만적인 생물 또는 사기꾼으로 묘사된 뱀이 하와를 유혹하여 그 열매를 먹게 한다. 뱀은 아담을 유혹하여 그 열매를 먹게 하고, 하나님은 그들을 쫓아내어 벌하신다. 아담은 땀과 노동으로 필요한 것을 얻는 벌을 받았고, 하와는 고통 속에서 아이를 낳는 벌을 받았다. 기독교인들은 이것을 "인간의 죄악으로 인한 타락-곧 원죄"으로 해석한다. 하와는 가인과 아벨, 두 아들을 낳았다. 가인은 에덴동산에서 일했고, 아벨은 고기를 다루었다. 어느 날 두 아들은 하나님께 제물을 바쳤다. 하나님은 가인의 제물은 받지 않으셨지만 아벨의 제물은 받으셨고, 이로 인해 가인은 아벨을 원망하게 되었고, 결국 그를 살해했다. 그러자 하나님께서는 가인을 저주하셨다. 하와는 또 다른 아들 셋 (성경 인물)을 낳았는데, 이는 3장 15절과 20절에 약속된 대로 아벨의 자리를 대신하게 되었다.
참고로, 창세기의 뱀은 사탄으로 해석된다. 창세기 3:1은 "들짐승 중에"라고 언급하지만, 영문과 히브리어 원문 성서에서는 "들짐승들 보다"로 되어있기에 "들짐승 중에"는 번역 오류이다. 해당 구절은 들짐승들, 인간, 천사를 포함한 하나님의 모든 피조물들 보다 뱀이 더 간교하다는 의미에서 쓰여졌다고 보는 것이 적절하다. 고대 히브리어에는 모음이 없었기 때문에 창세기의 נָחָשׁ(Nā ḥāš)을 구성하는 문자는 속이는 자나 점술사로 번역될 수도 있다. 형용사의 어근으로서 이 단어는 빛나는을 뜻하는 명사를 의미하는 것으로 번역될 수 있다. 이 단어의 파생어는 성경의 여러 장소에서 동/놋의 빛을 가리키기 위해 사용되었다. 이는 성경에서 일반적으로 천사나 하나님과 관련된 특징입니다. International Standard Version 성경은 נָחָשׁ(Nā ḥāš)을 뱀 대신 빛나는 자로 번역한다. 따라서 창세기의 뱀은 종종 성서 속 뱀의 모습을 한 천사인 스랍(שָׂרָף)으로 해석된다. 창세기의 뱀을 향한 "배로 다니고"라는 저주는 피라미드 텍스트에서 뱀에게 눕거나, 쓰러지거나, 내려가거나, 기어가라고 명하는 주문과 유사하다 (피라미드 텍스트 226, 233, 234, 298, 386). 이러한 유사점은 "배로 다니고"라는 구절이 사지를 잃는 것을 의미하지 않는 다는 것을 시사한다. 오히려 공격 자세로 똑바로 서 있지 말고 유순한 자세를 하라는 것을 의미의 구절이라는 것이다. 피라미드 텍스트는 또한 뱀이 먼지/흙 속으로 사라지는 명령을 의미합니다 (피라미드 텍스트 227, 230, 237). 길가메시 서사시와 욥 16:17에서 저승은 먼지의 집이라고 불립니다. 따라서 먼지를 먹는 저주는 지하 세계로 던져지는 것을 의미할 가능성이 높다.
가인과 셋의 후손들이 여러 세대를 거쳐 간 후, 세상은 인간의 죄와 네피림으로 타락했고, 하나님께서는 인류의 악행을 멸하고자 하셨다. 그러나 노아는 의롭고 흠이 없었다. 그래서 먼저 노아에게 방주를 짓고 모든 동물의 모형을 그 안에 넣으라고 지시했다. 정결한 동물은 일곱 쌍씩, 부정한 동물은 한 쌍씩 넣었다. 그런 다음 하나님께서는 큰 홍수를 내려 세상을 멸망시키셨는다. 물이 줄어들자, 하나님은 다시는 물로 세상을 멸망시키지 않겠다고 약속하시며, 그 약속의 상징으로 무지개를 만드셨는다. 하나님께서는 인류가 거대한 탑 도시, 바벨탑을 건설하는 데 협력하는 것을 보시고, 여러 언어로 사람들을 나누어 혼란에 빠뜨리셨는다. 그리고 셈 (성경 인물)에서 아브라함까지의 세대가 묘사된다.

### 족장 시대 (12-50장)
노아의 후손인 아브람은 하나님의 지시를 받아 메소포타미아에 있는 고향을 떠나 가나안 땅으로 간다. 그곳에서 하나님은 아브람에게 약속을 주신다. 그의 후손이 별처럼 많을 것이지만, 사람들은 400년 동안 이방 땅에서 압제를 받을 것이다. 그 후에는 "이집트 강에서 큰 강 유프라테스강까지" 땅을 차지하게 될 것이다. 아브람의 이름은 '아브라함'으로, 그의 아내 사래의 이름은 '공주'를 뜻하는 사라로 바뀌고, 하나님께서는 아브라함에게 하신 약속의 표시로 모든 남자에게 할례를 행하라고 말씀하신다. 나이가 많은 사라는 아브라함에게 이집트 출신 여종 하갈을 두 번째 아내로 맞아 아이를 낳으라고 말한다. 아브라함은 하갈을 통해 이스마엘의 아버지가 된다.
하나님께서는 소돔과 고모라를 그 백성의 죄로 인해 멸망시키실 계획을 세우신다. 아브라함은 항의하지만, 하나님께서 그 도시들을 멸망시키지 않으시도록 동의해 주시는 데는 실패한다. (아브라함과 함께 그 도시에는 의인 열 명도 없었고, 의인들 중에는 아브라함의 조카 롯 (성경 인물)도 있었다는 것을 설명했다.) 천사들이 아브라함의 조카 롯(당시 그곳에 살고 있었음)과 그의 가족을 구해 주지만, 그의 아내는 (하나님께서 하지 말라고 명령하셨음에도 불구하고) 멸망의 순간을 회상하며, 그의 말을 어겼다는 이유로 소금 기둥이 된다. 남편을 찾지 못할 도망자 신세가 된 롯의 딸들은 롯을 술에 취하게 하여 임신하게 하고, 모압과 암몬의 조상을 낳는다.
아브라함과 사라는 블레셋의 그랄이라는 마을로 가서 남매인 척했다(두 사람은 이복형제였다). 그랄 왕은 사라를 아내로 삼았지만, 하나님께서는 사라를 돌려보내라고 경고하셨다(실제로는 아브라함의 아내였기 때문이다). 그러자 사라가 순종했다. 하나님께서는 사라에게 아들을 보내시며, 그 이름을 이삭이라고 지으라고 하셨다. 이삭을 통해 언약(약속)이 세워질 것이었다. 사라는 이스마엘과 그의 어머니 하갈을 광야로 쫓아냈다(이스마엘은 사라의 친아들이 아니었고 하갈은 여종이기 때문이었다). 그러나 하나님께서는 그들을 구원하시고 이스마엘을 큰 민족으로 만들어 주시겠다고 약속하셨다.
그러자 하나님은 아브라함에게 이삭을 제물로 바치라고 요구하심으로써 그를 시험하셨다. 아브라함이 아들에게 칼을 겨누려는 순간, "여호와의 천사"가 그를 제지하며 다시 한번 무수한 후손을 약속했다. 사라가 죽자 아브라함은 막벨라(현재의 헤브론으로 추정)를 가족 무덤으로 매입하고, 종을 메소포타미아로 보내 친척들 중에서 이삭의 아내를 찾도록 했다. 리브가는 자신이 합당함을 증명한 후 이삭의 약혼자가 되었다. 아브라함의 다른 아내인 그두라는 더 많은 자녀를 낳았는데, 그 후손 중에는 미디안 사람들이 있었다. 아브라함은 풍요로운 노년에 죽고, 그의 가족은 그를 헤브론(막벨라)에 안장했다.
이삭의 아내 리브가는 쌍둥이를 낳았다. 에서('벨벳'이라는 뜻)는 에돔 사람들의 조상이었고, 야곱('갈취자' 또는 '추종자'라는 뜻)은 야곱이었다. 에서는 먼저 나왔기 때문에 몇 초 더 나이가 많았고, 상속자가 될 예정이었다. 그러나 그는 부주의로 인해 장자권을 야곱에게 죽 한 그릇에 팔았다. 그의 어머니 리브가는 야곱이 장자이자 상속자로서 아버지의 축복을 정당하게 받도록 보장한다. 77세에 야곱은 부모를 떠나 아내를 구하다가 우물가에서 라헬을 만난다. 그는 라헬의 아버지이자 자신의 삼촌에게 가서 14년 동안 일하며 아내 라헬과 레아를 얻는다. 야곱의 이름은 천사와 씨름한 후 이스라엘로 바뀌고, 아내들과 시녀들을 통해 이스라엘 자손 열두 지파의 조상인 열두 아들과 딸 디나를 얻는다.
34장에 따르면, 히위 족속 하몰의 아들 세겜은 디나를 강간하고 아버지에게 디나를 아내로 삼아 달라고 부탁한다. 야곱은 이 결혼에 동의하지만, 하몰과 세겜을 포함한 하몰 지파의 모든 남자들이 할례를 받도록 요구한다. 할례가 집행된 후에도 모든 남자들이 약해지자, 야곱의 아들 시므온과 레위는 남자들을 모두 죽였다. 야곱은 자신들의 행위가 가나안 족속과 브리스 족속 등 다른 사람들의 보복을 초래할 것이라고 불평했다. 야곱과 그의 지파는 히위 족속의 모든 여자와 아이들, 그리고 가축과 다른 재산을 빼앗았다.
열두 아들 중 야곱이 가장 사랑했던 요셉은 형들의 질투를 샀고 (특히 야곱이 준 특별한 선물 때문에), 그 질투심 때문에 형들은 요셉을 이집트에 노예로 팔았다. 요셉은 무죄 판결을 받고 감옥에 갇히는 등 많은 시련을 겪었지만, 하나님께 충실했다. 몇 년 후, 이집트 파라오가 요셉에게 다가올 기근에 대한 꿈을 해석해 달라고 부탁한 후, 요셉은 그곳에서 번영을 누리게 된다. 요셉은 하나님의 도움으로 꿈을 해석한다. 그는 감사한 파라오에 의해 이집트의 2인자가 되고, 나중에 아버지와 형들과 재회하지만, 그들은 그를 알아보지 못하고 기근이 가나안 땅에도 닥쳤기에 식량을 구걸한다. 요셉은 그들이 여전히 자신을 미워하는지 알아보기 위해 여러 차례 교묘히 속인 끝에 자신의 정체를 밝히고, 그들의 행동을 용서하며, 그들과 그들의 가족을 이집트로 데려온다. 파라오는 그들에게 고센 땅을 할당한다. 야곱은 죽기 전에 아들들을 침대로 불러 그들의 미래를 밝힌다. 요셉은 늙도록 살다가 죽기 전에 형들에게 하나님께서 그들을 이 나라에서 인도해 내시면 자신의 뼈를 가져가라고 말한다.

## 해석
즉 역사서나 과학책처럼 대하는 것이 아닌, 종교적인 진리를 설명하는 것으로 해석한다. 창조 이야기를 통해 유일신관을 확립하고, 창조를 통한 하느님의 사랑과 그것이 끝날 수도 있다는 것을 이야기한다. 종말에 대한 이야기는 묵시록에서도 언급된다. 창세기의 6일 창조가 실제 6일 동안 한 것인가에 대해서는 그렇지 않다고 본다. 이는 당시 고대인들의 우주관이 반영된 문학적, 신화적인 표현이다.
성서비평학이 성경에 대한 많은 전통적인 견해를 해체했지만, 보수적인 복음주의 전통은 창세기 창조 설화를 문자적으로 해석하는 경향이 있었지만, 창세기 해석에 대한 (때로는 열띤) 논쟁에도 참여했다.
날-시대 이론을 지지하는 천체물리학자 휴 로스는 창세기의 창조 1일과 4일을 다음과 같이 해석한다: 창조 1일에는 태양과 달을 포함한 하늘이 이미 창조되었지만 대기가 불투명하여 빛이 지구 표면에 도달하지 못했으며, 창조 4일에는 대기가 천체가 볼 수 있을 정도로 투명해져서 창세기의 이야기대로 징조와 계절과 날과 해를 이루는 기능을 수행할 수 있게 되었다. 그는 선캄브리아기 동안 대기 중 산소가 증가하여 안개와 구름이 줄어든 것을 자신의 해석과 연관시켰다. 그는 또한 창세기 1장의 식물을 산소를 생성하는 미생물로 해석하고, 창조 6일에 창조된 동물은 모든 지상 동물이 아니라 인간 활동에 필요한 동물이라고 보아 창조 5일에 역시 육상 동물이 창조되었을 수 있다고 제안한다.
유신진화론에서는 지구 역사의 어느 시점에 하나님이 개입하여 인류에게 영혼이 생겼다고 보고 있다. 유신진화론 단체인 바이오로고스(BioLogos)에서는 아담과 이브는 이 초기 인류의 영적 대표자였을 것으로 해석한다.
성경 학자 프랜시스 앤더슨에 따르면, 저자의 의도와 그들이 글을 썼던 문화를 오해하면 오독을 초래할 것이다. 개혁주의 및 복음주의 학자 브루스 월키는 그러한 오독 중 하나인 "목재처럼 문자적인" 접근 방식에 대해 경고한다. 이는 "창조과학"뿐만 아니라 "간격 창조론", "젊은 지구 창조론"이라는 가정, 그리고 진화론의 부정과 같은 "납득하기 어려운 해석"으로 이어진다. 유대학 학자 존 D. 레벤슨은 창세기에 역사성을 부여할 수 있는지에 대해 더 나아가 의문을 제기한다.
창세기 이야기 뒤에는 얼마나 많은 역사가 놓여 있는가? 원시 이야기의 행동이 일반적인 인간 역사의 평면에서 일어나는 것으로 표현되지 않고 고대 신화와 너무나 많은 유사점을 가지고 있기 때문에, 그 서술을 역사적이라고 말하는 것은 매우 비약적이다.

다른 학자인 콘래드 하이어스는 같은 생각을 이렇게 요약했다. "창세기 기록에 대한 문자적 해석은 부적절하고 오해의 소지가 있으며 비현실적이다. 왜냐하면 그것은 거기에 없는 문학의 종류와 의도를 전제하고 주장하기 때문이다."

## 같이 보기
- 아폴로 8호 창세기 낭독
- 역사적 성경해석